# 皮乌察
皮乌察是爱沙尼亚沃魯縣沃鲁市镇内的村庄，坐落在皮乌察河左岸，靠近和俄罗斯的边界。
皮乌察以沿着河岸的沙洞闻名。1922年以来，为制作玻璃而建立的采砂场趋于活跃。
目前已经停运的瓦尔加–佩乔雷铁路线在皮乌察设有一站。